# Кім Сун Ток (хокеїстка на траві)
Кім Сун Ток (англ. Kim Soon-duk, 20 грудня 1967) — новозеландська хокеїстка на траві.
Срібна призерка Олімпійських Ігор 1988 року.
Переможниця Азійських ігор 1986, 1990 років.